# Повадино (посёлок, городской округ Домодедово)
Повадино — посёлок в Московской области. Входит в городской округ Домодедово.
Расположен в 28 км к югу от центра города Домодедово, в 8 км к западу от села Вельяминово.

## История
До 1994 гг. посёлок входил в Вельяминовский сельсовет, с 1994 до 2007 гг. — в Вельяминовский сельский округ Домодедовского района.

## Население
| 2002 | 2010 |
| ---- | ---- |
| 217  | ↘186 |